# Otto Ramel (1833–1900)
Otto Axel Povel Ramel, född 12 juni 1833 på Övedskloster i Öveds socken, Malmöhus län, död där 21 januari 1900, var en svensk friherre, godsägare och riksdagsman. Han var halvbror till diplomaten Charles Emil Ramel samt far till hovjägmästaren Hans Ramel och till överste Otto Ramel.
Ramel var elev vid Ultuna lantbruksinstitut 1853–1855. Han blev underlöjtnant vid Skånska dragonregementet 1853, ordonnansofficer hos kronprinsen 1857, hos denne som kung 1859, löjtnant 1860, adjutant hos kungen 1861 och ryttmästare i armén samma år. Ramel beviljades avsked ur krigstjänsten 1863. Han var ledamot av ridderskapet och adeln 1862–1866 och av riksdagens första kammare för Malmöhus läns valkrets 1873–1889. Ramel blev riddare av Nordstjärneorden 1878 och kommendör av första klassen av Vasaorden 1883.